# Tünde Vaszi
Tünde Vaszi (Hungría, 18 de abril de 1972) es una atleta húngara retirada especializada en la prueba de salto de longitud, en la que ha conseguido ser medallista de bronce europea en 2002.

## Carrera deportiva
En el Campeonato Europeo de Atletismo de 2002 ganó la medalla de bronce en el salto de longitud, llegando hasta los 6.73 metros, siendo superada por la rusa Tatyana Kotova (oro con 6.85 m) y la británica Jade Johnson (plata con 6.83 metros).